# Красный Яр (Большереченский район)
Кра́сный Яр — село в Большереченском районе Омской области. Административный центр Красноярского сельского поселения.

## История
Основано в 1776 году. В 1928 году состояло из 89 хозяйств, основное население — русские. В административном отношении село находилось в составе Большереченского сельсовета Большереченского района Тарского округа Сибирского края.

## Население
| 1926 | 2002  | 2010  | 2021  |
| ---- | ----- | ----- | ----- |
| 439  | ↗1400 | ↘1213 | ↘1057 |

### Национальный состав
Согласно результатам переписи 2002 года, в национальной структуре населения русские составляли 86 % из 1400 чел.

## Улицы
| - ул. 60 лет Октября, - ул. Береговая, - ул. Вишнёвая, - ул. Зелёная, - ул. Иртышская, - пер. Иртышский, - ул. Лесная, - ул. Луговая, - ул. Новая, | - ул. Новостроевская, - пер. Новостроевский, - ул. Озёрная, - ул. Первомайская, - ул. Садовая, - ул. Сахалинская, - пер. Северный, - ул. Сельская, - ул. Советов, | - ул. Совхозная, - ул. Солнечная, - пер. Спортивный, - ул. Степная, - пер. Степной, - ул. Сухоручкина, - ул. Транспортная, - ул. Харчикова, - ул. Юбилейная. |

## Известные уроженцы
- Сухоручкин, Иван Иванович (1921—1953) — советский военнослужащий, лейтенант, Герой Советского Союза.